# Ladagada
Ladagada (nep. लेडागाडा) – gaun wikas samiti w zachodniej części Nepalu w strefie Seti w dystrykcie Doti. Według nepalskiego spisu powszechnego z 2001 roku liczył on 763 gospodarstw domowych i 4049 mieszkańców (2044 kobiet i 2005 mężczyzn).